# Баркер, Чарльз Хейвард
Чарльз Хейвард Баркер (англ. Charles H. Barker; 12 апреля 1935 — 4 июня 1953) — военнослужащий армии США, участник Корейской войны. Удостоился высшей военной награды США — медали Почёта.

## Биография
Родился 2 апреля 1935 в г. Сикс-Майл округа Пикенс, штат Южная Каролина. Был призван в армию из своего округа в 1952 . Служил в Корее рядовым роты К 17-го пехотного полка, 7-й пехотной дивизии. 4 июня 1953 в ходе битвы за высоту Порк Чоп хилл близ Соккодае его взвод участвовал в патруле за аванпостом на высоте. Внезапно патруль наткнулся на группу китайских солдат, копавших окопы. Баркер и один из солдат прикрывали огнём из винтовок и гранатами  взвод, отступавший к лучшей позиции на высоте. Поскольку бой стал усиливаться, а патроны  - заканчиваться взвод получил приказ отходить к аванпосту. Баркер добровольно вызвался остаться и прикрывать отступление товарищей. Последний раз его видели, когда он сражался врукопашную с китайскими солдатами.    
Сначала Баркера посчитали пропавшим без вести и год спустя после битвы объявили погибшим Он был посмертно повышен в звании до рядового первого класса, а 7 июня 1955 награждён медалью Почёта за свои действия на высоте Порк Чоп хилл. 

### Наградная запись к медали Почёта
Рядовой Баркер из роты К отличился благодаря выдающейся храбрости и неукротимому боевому духу, проявленными в рамках чувства долга и за его пределами в бою против врага. Находясь в боевом патруле прикрывающем подходы к «аванпосту Порк Чоп» рядовой Баркер и его товарищи неожиданно наткнулись на вражескую группу, окапывающуюся на склоне и вступили с ней в бой. Будучи совершенно неготовыми к бою, вражеские войска залегли за скалами. Отдав приказ рядовому Баркеру и его товарищу прикрывать огнём взвод командир взвода повёл людей к выгодной позиции на высоте. Рядовой Баркер выбегал на открытое место, стреляя из винтовки по вражеским позициям и бросая гранаты. Вражеская активность усилилась, на американские позиции стали падать мины, боеприпасы начали заканчиваться, взвод получил приказ отступать к оборонительному периметру и приготовился выдвигаться к аванпосту. Добровольно вызвавшись прикрывать отступление он храбро оборонялся и последний раз был замечен когда вступил в рукопашный бой с врагом. Своим неустрашимым боевым духом, совершенным посвящением долгу и высшим самопожертвованием рядовой Баркер позволил патрулю выполнить миссию и отступить в порядке к линии фронта и принёс великую славу себе и поддержал высочайшие традиции военной службы.            
Оригинальный текст (англ.)
Pfc. Barker, a member of Company K, distinguished himself by conspicuous gallantry and indomitable courage above and beyond the call of duty in action against the enemy. While participating in a combat patrol engaged in screening an approach to "Pork-Chop Outpost," Pfc. Barker and his companions surprised and engaged an enemy group digging emplacements on the slope. Totally unprepared, the hostile troops sought cover. After ordering Pfc. Barker and a comrade to lay down a base of fire, the patrol leader maneuvered the remainder of the platoon to a vantage point on higher ground. Pfc. Barker moved to an open area firing his rifle and hurling grenades on the hostile positions. As enemy action increased in volume and intensity, mortar bursts fell on friendly positions, ammunition was in critical supply, and the platoon was ordered to withdraw into a perimeter defense preparatory to moving back to the outpost. Voluntarily electing to cover the retrograde movement, he gallantly maintained a defense and was last seen in close hand-to-hand combat with the enemy. Pfc. Barker's unflinching courage, consummate devotion to duty, and supreme sacrifice enabled the patrol to complete the mission and effect an orderly withdrawal to friendly lines, reflecting lasting glory upon himself and upholding the highest traditions of the military service.
— 